# Châtellerault
Châtellerault é uma comuna francesa na região administrativa da Nova Aquitânia, no departamento de Vienne. Estende-se por uma área de 51,93 km². Em 2010 a comuna tinha 32 537 habitantes (densidade: 626,6 hab./km²).

## Chatelleraudes célebres
- Aenor de Châtellerault
- Clément Janequin
- Rodolphe Salis
- Christiane Martel
- Jean-Pierre Thiollet
- Sylvain Chavanel